# Pimiento de Ezpeleta

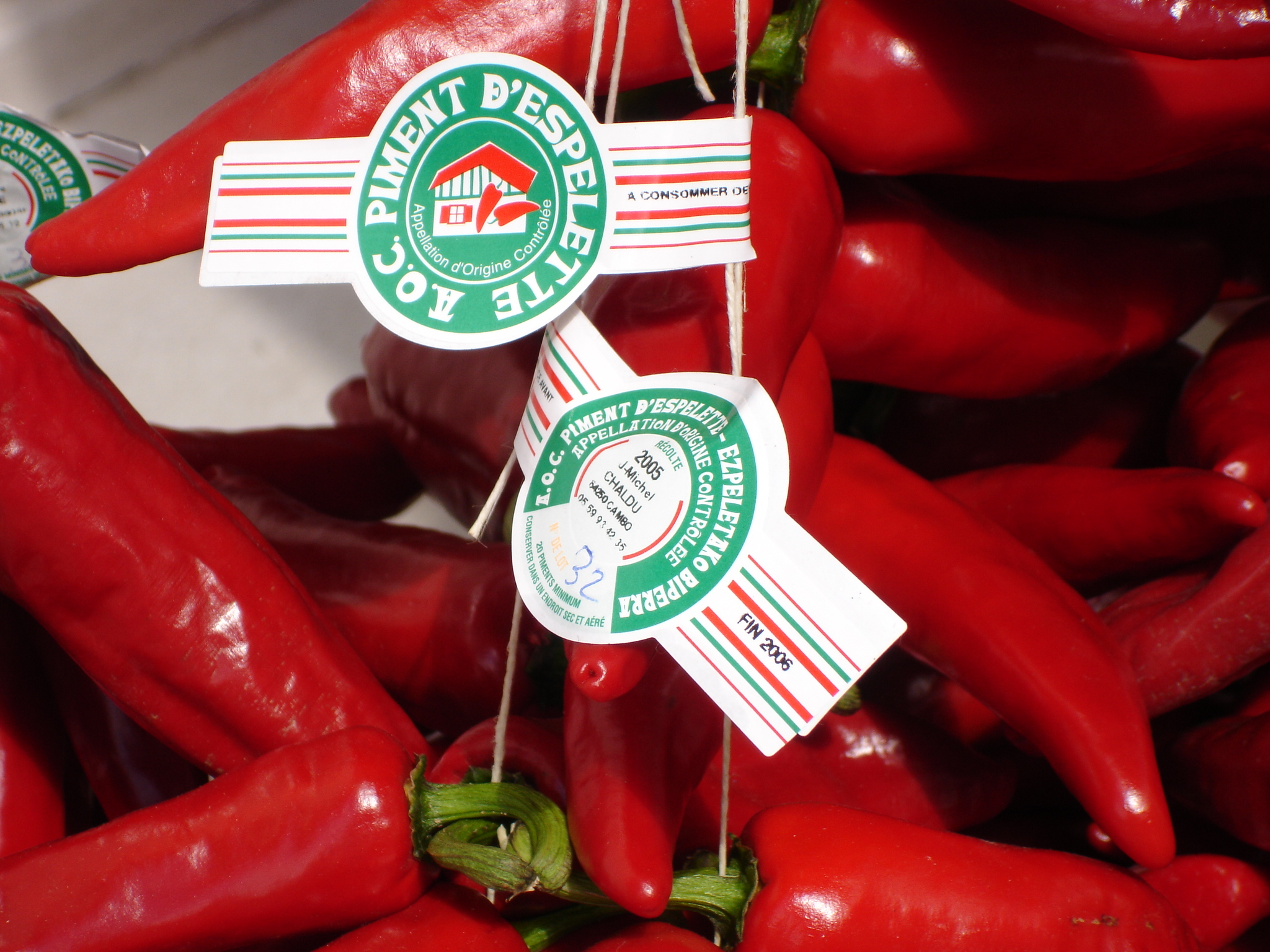
Etiqueta de la AOC Piment d'Espelette.

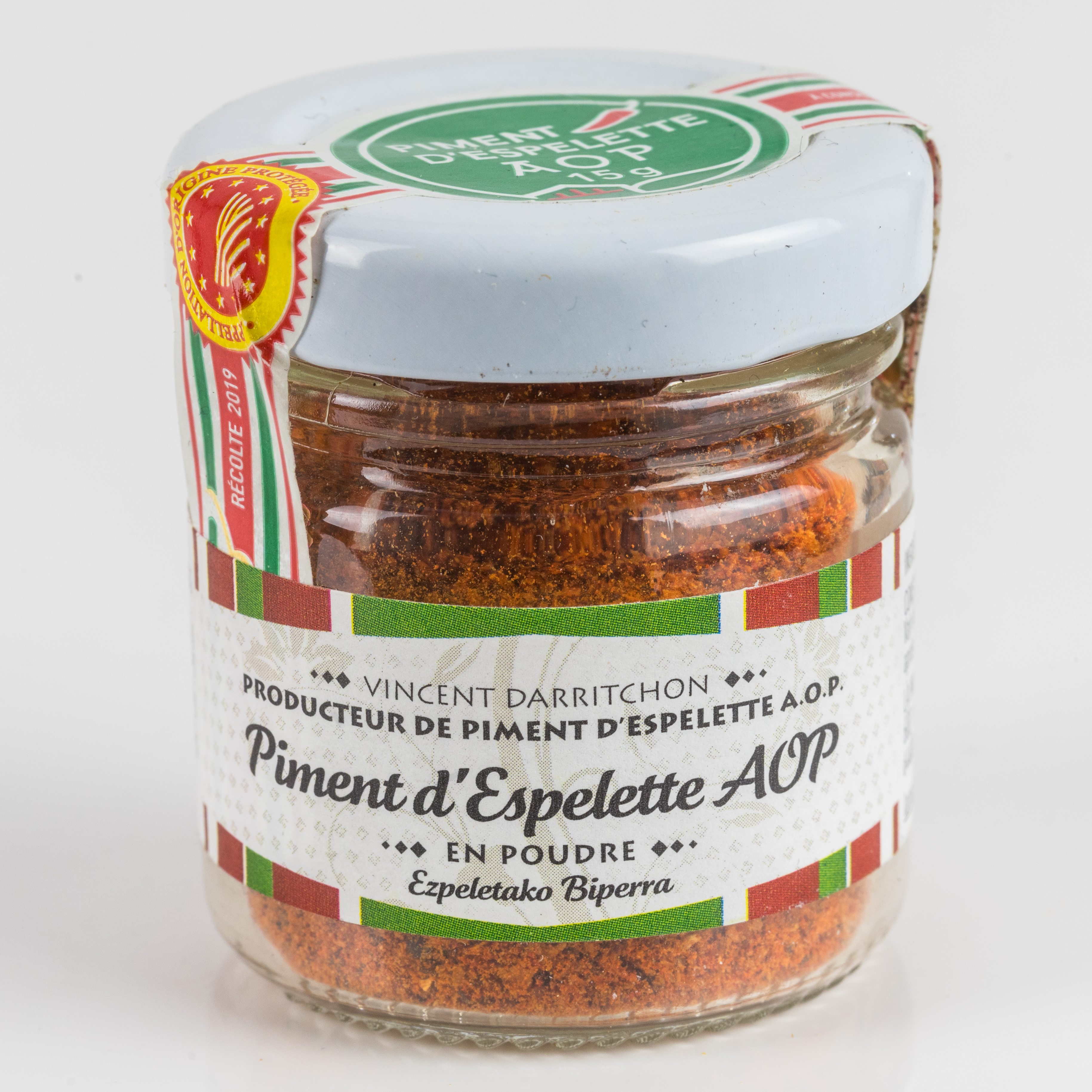
Pimiento de Ezpeleta en polvo.

Pimiento de Ezpeleta (en francés: piment d'Espelette; en euskera: Ezpeletako biperra) es el nombre que se le da a una variedad de pimiento cultivada en Francia. Recibe su nombre de la comuna de Ezpeleta (Pirineos Atlánticos). Y si bien su cultivo se extiende a otras limítrofes, es esta última la que goza de más protagonismo, tanto por el aspecto folclórico que le confieren los miles de ristras de pimientos que secan en fachadas y balcones a partir de septiembre como por su fiesta anual del pimiento (1.er fin de semana de octubre) que reúne a unas 20 000 personas (más de 10 veces la población habitual del pueblo).

## Regulación
Está clasificado appellation d'origine contrôlée (AOC) desde el 1 de junio de 2000 y desde el 22 de agosto de 2002 appellation d'origine protégée (AOP, un grado más dentro de las denominaciones de origen que se otorgan en Francia).
El área de producción se extiende sobre las comunas de: Ainhoa, Cambo-les-Bains, Ezpeleta, Halsou, Itxassou, Jatxou, Larressore, Saint-Pée-sur-Nivelle, Souraïde y Ustaritz.
Los pimientos pertenecen a la variedad Gorria de la especie Capsicum annuum, una herbácea de origen mesoamericano que puede alcanzar unos 80 cm de altura, cuyas flores blancas se transforman en frutos carnosos, de forma cónica y color rojizo.
El cultivo está limitado a entre 10 000 y 30 000 pies por hectárea, estando prohibida la irrigación salvo el mes siguiente a la plantación (mayo-junio) y en caso de extrema sequía.
La recogida ha de ser manual (desde agosto hasta las primeras heladas). El tamaño (entre 7 y 14 cm) y la elaboración de ristras o pimiento molido también están regulados por la AOC.

## Usos
El pimiento de Ezpeleta está puntuado con un 4.000 en la escala Scoville que mide el picante de los alimentos. El pimiento de Ezpeleta sustituye frecuentemente a la pimienta en la gastronomía vasca por aventajarla en calidad olorosa.
Ampliamente comercializado, se puede encontrar en forma de polvo, conserva en vinagre o aceite de oliva, sales, patés, chocolate, mostazas, ketchup, helados, vino y un largo etcétera. Suele formar parte, además, de la elaboración de la célebre piperrada (salsa vasca a base de pimientos y cebolla bastante conocida en toda Francia).